# Audincthun
Audincthun és un municipi francès situat al departament del Pas de Calais i a la regió dels Alts de França. L'any 2007 tenia 651 habitants.

## Demografia

### Població
El 2007 la població de fet d'Audincthun era de 651 persones. Hi havia 220 famílies de les quals 48 eren unipersonals (20 homes vivint sols i 28 dones vivint soles), 76 parelles sense fills, 88 parelles amb fills i 8 famílies monoparentals amb fills.
La població ha evolucionat segons el següent gràfic:
Habitants censats

### Habitatges
El 2007 hi havia 273 habitatges, 246 eren l'habitatge principal de la família, 13 eren segones residències i 14 estaven desocupats. Tots els 268 habitatges eren cases. Dels 246 habitatges principals, 202 estaven ocupats pels seus propietaris, 37 estaven llogats i ocupats pels llogaters i 7 estaven cedits a títol gratuït; 8 tenien dues cambres, 36 en tenien tres, 63 en tenien quatre i 139 en tenien cinc o més. 234 habitatges disposaven pel capbaix d'una plaça de pàrquing. A 109 habitatges hi havia un automòbil i a 110 n'hi havia dos o més.

### Piràmide de població
La piràmide de població per edats i sexe el 2009 era:
| Homes | Edats   | Dones |
| ----- | ------- | ----- |
| 0     | 95 o +  | 0     |
| 4     | 90 a 94 | 4     |
| 0     | 85 a 89 | 12    |
| 8     | 80 a 84 | 12    |
| 24    | 75 a 79 | 16    |
| 4     | 70 a 74 | 12    |
| 16    | 65 a 69 | 16    |
| 0     | 60 a 64 | 8     |
| 4     | 55 a 59 | 0     |
| 36    | 50 a 54 | 24    |
| 12    | 45 a 49 | 20    |
| 24    | 40 a 44 | 24    |
| 24    | 35 a 39 | 32    |
| 20    | 30 a 34 | 16    |
| 12    | 25 a 29 | 20    |
| 8     | 20 a 24 | 8     |
| 40    | 15 a 19 | 20    |
| 28    | 10 a 14 | 20    |
| 12    | 5 a 9   | 12    |
| 12    | 0 a 4   | 8     |

## Economia
El 2007 la població en edat de treballar era de 414 persones, 287 eren actives i 127 eren inactives. De les 287 persones actives 258 estaven ocupades (157 homes i 101 dones) i 29 estaven aturades (12 homes i 17 dones). De les 127 persones inactives 31 estaven jubilades, 41 estaven estudiant i 55 estaven classificades com a «altres inactius».

### Ingressos
El 2009 a Audincthun hi havia 238 unitats fiscals que integraven 626 persones, la mediana anual d'ingressos fiscals per persona era de 13.908 €.

### Activitats econòmiques
Dels 25 establiments que hi havia el 2007, 3 eren d'empreses extractives, 1 d'una empresa de fabricació d'altres productes industrials, 9 d'empreses de construcció, 4 d'empreses de comerç i reparació d'automòbils, 2 d'empreses de transport, 1 d'una empresa d'hostatgeria i restauració, 1 d'una empresa immobiliària, 3 d'entitats de l'administració pública i 1 d'una empresa classificada com a «altres activitats de serveis».
Dels 9 establiments de servei als particulars que hi havia el 2009, 1 era un guixaire pintor, 4 fusteries, 2 lampisteries, 1 empresa de construcció i 1 perruqueria.
L'any 2000 a Audincthun hi havia 21 explotacions agrícoles que ocupaven un total de 780 hectàrees.

## Equipaments sanitaris i escolars
El 2009 hi havia una escola elemental integrada dins d'un grup escolar amb les comunes properes formant una escola dispersa.

## Poblacions més properes
El següent diagrama mostra les poblacions més properes.